# ハナ銀行
|        | ハナ銀行 (1959~2015年) | ハナ銀行 (1971~2002年) | ハナ銀行     |
| ------ | ---------------------- | ---------------------- | ------------ |
| 1959年 | ソウル銀行             |                        |              |
| 1969年 | ソウル銀行             | 韓國外換銀行           |              |
| 1971年 | ソウル銀行             | 韓國外換銀行           | 韓國投資銀行 |
| 1976年 | ソウル信託銀行         | 韓國外換銀行           | 韓國投資銀行 |
| 1991年 | ソウル信託銀行         | 韓國外換銀行           | ハナ銀行     |
| 1995年 | ソウル銀行             | 韓國外換銀行           | ハナ銀行     |
| 2002年 | ハナ銀行               | 韓國外換銀行           | ← 合併       |
| 2015年 | 合併 →                 | 合併 →                 | KEBハナ銀行  |
| 2020年 | ハナ銀行               | ハナ銀行               | ハナ銀行     |

ハナ銀行 (朝: 하나은행; 英: HANA BANK) は、大韓民国（韓国）に所在した銀行。1971年に韓国投資金融として設立され、1991年に銀行へ転換したが、2015年9月1日に韓国外換銀行(KEB)と合併し「KEBハナ銀行」となり韓国で資産規模が最も大きい銀行となった。合併後の存続法人は韓国外換銀行となるが、定款上の法人名は「株式会社ハナ銀行」とし、商号を「KEBハナ銀行」とする。合併後の新会社のロゴはハナ銀行のものをそのまま使用。

## 概要
アジア通貨危機以降、ポラム銀行、忠清銀行、ソウル銀行と合併・統合し、国内での預金高は67兆韓国ウォンで第4位。2005年12月、持株会社制に移行し、ハナ金融グループの完全子会社となった。ハナ金融グループの株式は韓国証券取引所（証券コード:86790）、およびロンドン証券取引所に上場している。傘下には証券（ハナ証券、大韓投資証券）、クレジットカード、損害保険等の子会社を有する。ドイツの保険大手、アリアンツから資本を受け入れ、戦略的な提携を行っている。
2012年には、ローンスターから韓国外換銀行株を買い取り、同グループ入り。2015年9月、韓国外換銀行を存続行として同銀行と合併し、「KEB ハナ銀行」に行名を変更。これにより、総資産で現在トップの国民銀行を上回り、国内最大の銀行が誕生した。
日本の金融庁の分類では「外国銀行」となり統一金融機関コードは0480であった。東京都千代田区に東京支店を開設していたが、韓国外換銀行との合併により、支店は韓国外換銀行東京支店に統合されることになり、閉鎖された（統一金融機関コードや支店コードはKOEXを継承し、金融機関名のカナ表記が「ハナ」に変更）。旧ハナ銀行当時に取引を始めている口座勘定は合併後も継続して使用できるが、合併後の新規勘定は旧KOEXのものを採用しており、キャッシュカード等の発行は、旧ハナ銀行の勘定では利用できない（合併で、旧ハナの勘定は全銀システムに非接続となった）ため、合併後の旧KOEX勘定に別途口座開設（若しくは、KOEX勘定に移管）の上で利用することになる。全銀システムも、合併後は旧KOEX勘定（KOEX利用者から見れば、金融機関名のカナ表記が「カンコクガイカン」から「ハナ」に変更されたのみ）のみ接続されている。
中国関連も重視していて、朝鮮族が多く住む吉林省の吉林銀行の株式を2008年に取得している。
大韓サッカー協会(KFA)のスポンサーでもあり、利子の一部が協会の強化費やサポーター支援に充てられる預金口座も提供している。年末に行われる国内No.1クラブチームを競うトーナメント大会、韓国FAカップの冠スポンサーにもなっている。「ハナ」とは朝鮮語で「一つ」という意味の固有語。